# سید ابوالقاسم خوانساری (میرصغیر)
سید ابوالقاسم موسوی خوانساری (۱۲۴۰–۱۱۶۳ ق) معروف به آقامیرزا و میرصغیر، از فقهای امامی سده دوازدهم و سیزدهم قمری بود.

## زندگی و تبارنامه
ابوالقاسم جعفر بن حسین خوانساری پسر حسین (صاحب حواشی بر شرح لمعه، درگذشته ۱۱۹۱ ق) و نوه سید ابوالقاسم خوانساری (میرکبیر) در خوانسار چشم به جهان گشود. او در سال ۱۲۴۰ قمری در خوانسار درگذشت و در قبرستان پشت بازار قدیم خوانسار، به خاک سپرده شد.
وی از خاندان خوانساری و پدربزرگ سید محمدهاشم خوانساری است. سید محمدتقی خوانساری از نوادگان وی می‌باشد.

## تحصیلات
ابوالقاسم ابتدا نزد پدرش سید حسین بن ابوالقاسم جعفر خوانساری درس خواند. سپس به اصفهان رفت و سطوح عالی فقه و اصول را نزد عالمان آنجا فرا گرفت. او از شاگردان خاص میرزا ابوالقاسم حسینی خاتون‌آبادی بوده است. 
(میرزا ابوالقاسم حسینی خاتون‌آبادی مشهور به مدرس و از مدرسان مشهور فلسفه در اصفهان، از خانواده محمدحسین خاتون‌آبادی و شاگرد محمداسماعیل خواجویی بوده که در سال ۱۲۰۳ ق درگذشته است)
او پس از اتمام تحصیلات به خوانسار بازگشت. وی از سید محمدمهدی بحرالعلوم، سید حسین خوانساری (پدرش)، محمدمهدی موسوی شهرستانی (درگذشته ۱۲۱۶ ق)، سید علی طباطبایی (صاحب ریاض)، محمدمهدی موسوی اصفهانی (درگذشته ۱۳۹۱ ق)، محمدحسن قزوینی شیرازی (درگذشته ۱۲۴۰ ق) و یوسف بن عبدالفتاح تبریزی اجازه روایت داشت.

## شاگردان
پسرش سید زین‌العابدین خوانساری (درگذشته ۱۲۷۵ ق) شاگردش بود و از وی اجازه روایت داشت.

## آثار
از آثار وی می‌توان به رساله‌ای با عنوان لبس الحریر المحض للنسا حالة الصلوة و الاحرام و حاشیه نویسی‌های متعدد بر برخی از کتاب‌های فقهی و حدیثی اشاره نمود.